# Springsee
Der Springsee (früher auch: Grundsee) ist ein rund 58 Hektar umfassender Natursee im Landkreis Oder-Spree in der Gemeinde Storkow (Mark). Er liegt im Ortsteil Limsdorf im Naturpark Dahme-Heideseen und gehört zur Glubigseenkette, die über verschiedene Gewässer zur Dahme beziehungsweise Spree entwässert. Zwei Quellfließe des Sees sind als Naturdenkmal ausgewiesen.
Der Springsee wird als mesotropher, kalkreicher, geschichteter See mit relativ großem Einzugsgebiet eingestuft. Vollständig von Wald umgeben, nehmen einen Teil des kurzen Süd- und den größten Teil des langgestreckten Ostufers Campingplätze ein, während sich an das Westufer ein militärisches Sperrgebiet anschließt. Verschiedene sandige Badestellen säumen den See. Am Ostufer befindet sich ein denkmalgeschützter Gedenkstein für die 1943 hingerichteten Widerstandskämpfer Erich und Charlotte Garske, ein aufgrund seiner frühen Aufstellung (1944) für Brandenburg einzigartiges Widerstandsdenkmal.

## Geographie, Wasserzufuhr und Entwässerung

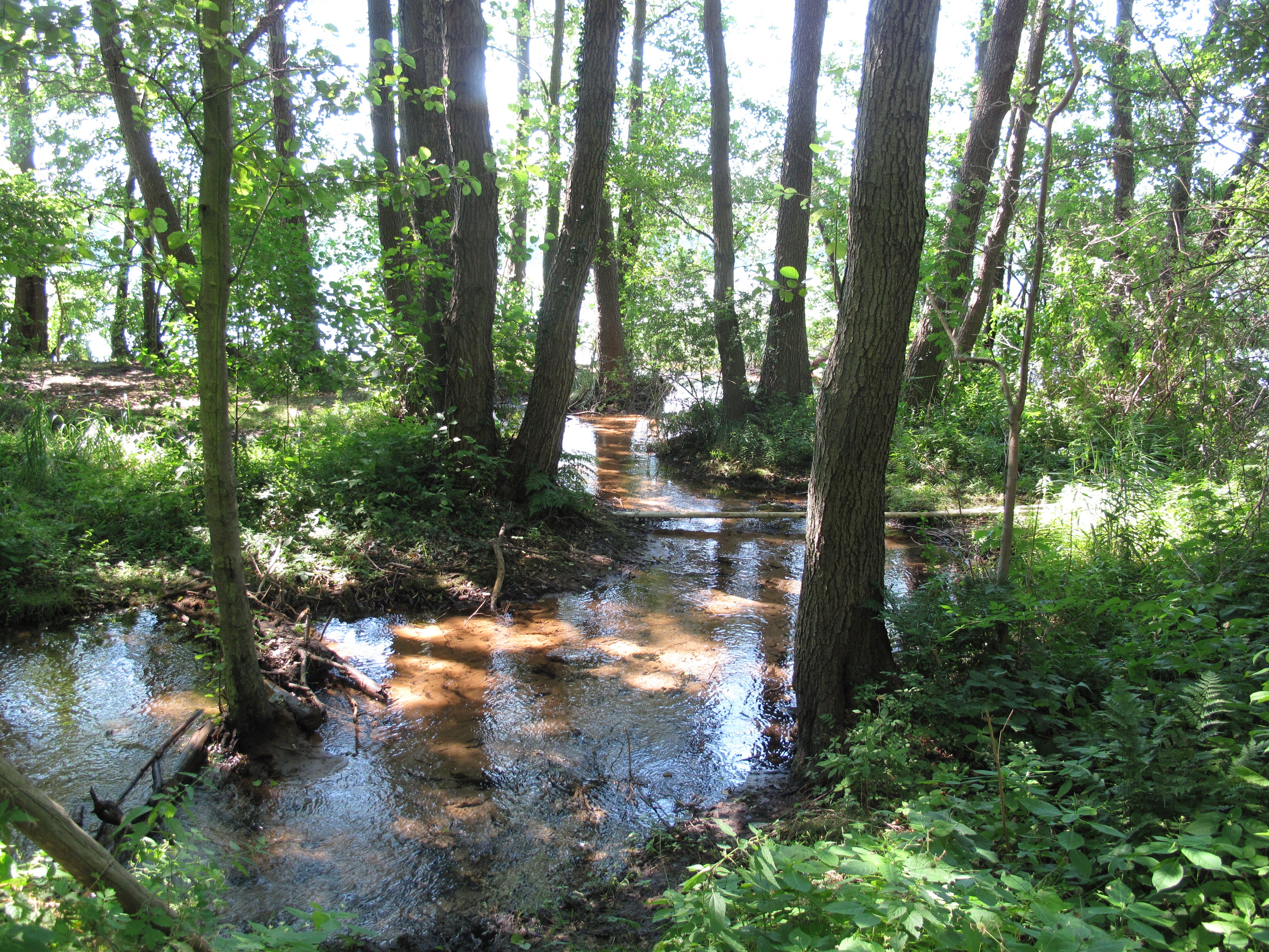
Naturdenkmal „Große Springseequelle“

Der Springsee ist Teil einer glazialen Schmelzwasserrinne der Beeskower Hochfläche beziehungsweise Beeskower Platte, die unter Nr. 824 in den Naturräumlichen Haupteinheiten Deutschlands als Teil des Ostbrandenburgischen Heide- und Seengebiets (Nr. 82) geführt wird. Die Platte befindet sich zwischen dem von der Spree durchflossenen Berliner Urstromtal im Norden und dem Baruther Urstromtal beziehungsweise Spreewald im Süden. Die in der Rinne verbliebenen Seen werden als Glubigseenkette bezeichnet und erstrecken sich von Nord nach Süd. Die Entwässerung erfolgt von Süd nach Nord über natürliche Fließe, die die Seen verbinden. Ausgehend vom 43 Meter hoch gelegenen Grubensee (auch: Tiefer See) gelangen die Wasser über den Melangsee in den 39,1 Meter hoch gelegenen Springsee und weiter über das Springseefließ, den Großen Glubigsee (39 Meter) und Kleinen Glubigsee bei Wendisch-Rietz in den Scharmützelsee (38,0 Meter), dem mit 1.203 Hektar zweitgrößten natürlichen See Brandenburgs und Bestandteil der gut 33 Kilometer langen Bundeswasserstraße Storkower Gewässer (SkG). Der Scharmützelsee wiederum entwässert über das kanalartig ausgebaute, fast zwei Kilometer lange Wendisch Rietzer Fließ, den Großen Storkower See (auch Dolgensee) und den Storkower Kanal zum Wolziger See und über weitere Gewässer letztlich in die Dahme und Berliner Spreegewässer.
Neben dem Hauptzufluss aus den südlich gelegenen Seen der Glubigseenkette wird der Springsee durch die „Große und Kleine Springseequelle“ gespeist, die als Naturdenkmal ausgewiesen sind. Die beiden Quellfließe liegen am Ostufer des Sees auf dem Gelände des „Naturcampingplatzes am Springsee“ und haben eine Länge von rund einhundert Metern. Während die „Große Springseequelle“ an der Mündung in den See die Größe eines Bachs erreicht, bleibt die „Kleine Springseequelle“ ein Rinnsal.

## Gewässersteckbrief und trophische Charakteristik

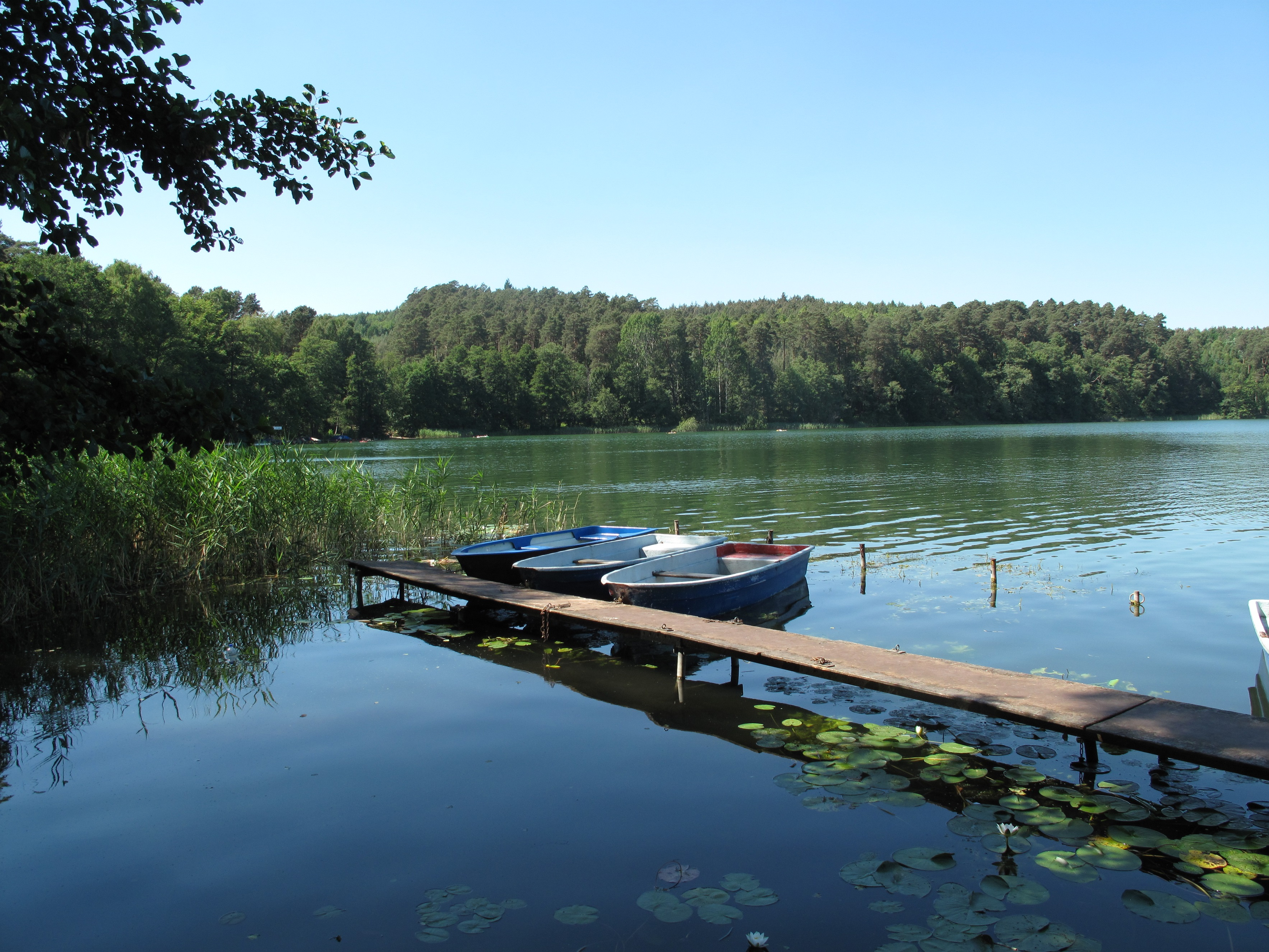
Blick vom südlichen Ostufer nach Westen

Nach einer Bestandsaufnahme im Jahr 2017 gibt der Steckbrief nach der EG-Wasserrahmenrichtlinie (EG-WRRL) für den Springsee (Wasserkörper-Nr. 80001582841639) eine Fläche von 58 ha und ein Einzugsgebiet von 12 km² an. Das Seevolumen beträgt 6 Millionen m³. Die maximale Tiefe liegt bei 19 Metern, die größte Länge des von Nord nach Süd gestreckten Gewässers bei 1408 und die größte Breite bei 593 Metern.
Die zusammengefasste Qualitätskomponente Makrophyten/Diatomeen erhielt eine 3 (= Umweltziel der WRRL wird knapp verfehlt, „mäßiger Zustand“). Der chemische Zustand wird mit 3, der ökologische Zustand mit 4 (= Umweltziel der WRRL wird deutlich verfehlt, „unbefriedigender Zustand“) bewertet. Ausschlaggebend dafür ist die Qualitätskomponente Phytoplankton, die gleichfalls mit 4 angegeben wird. Das Gewässer wird als kalkreicher, geschichteter See mit relativ großem Einzugsgebiet, Typ 10, eingestuft. Bereits 2004 kennzeichnete eine im Auftrag des Umweltbundesamtes erarbeitete Dokumentation der TU Cottbus, Lehrstuhl für Gewässerschutz, den See als mesotroph (Trophiestufe II), sah aber Anzeichen für eine zukünftige Trophieverringerung:

„Die relativ hohe Trophiestufe des Sees steht in Zusammenhang mit der hohen externen Nährstoffbelastung im Einzugsgebiet bis 1990. Die sich abzeichnende Trophieverringerung kann als Folge der Zentralisierung der Abwasserbehandlung, der Modernisierung von Kläranlagen, des Rückgangs der Landwirtschaft und der Beendigung von Fischintensivhaltungen im Scharmützelseegebiet nach 1990 gedeutet werden.“

## Flora und Fauna
Das Einzugsgebiet des Sees setzte sich 2004 aus rund 88 % Waldfläche (inklusive Feuchtgebiete), rund 2 % Ackerland und rund 10 % Wohnfläche zusammen. Die Wälder – im Osten der Möllendorfer Heide und im Westen im militärischen Übungsgelände die Ausläufer des Großen Storkower Stadtforstes – reichen dicht an die zum größten Teil naturbelassenen Ufer heran. In den Wäldern dominieren Kiefernforste, in die Traubeneichen, Birken und Espen eingestreut sind.
Im See kommen die laut Roter Liste Brandenburg im Bestand zurückgehenden Zander und Aale vor. Hauptfischarten sind Karpfen, Barsche und Schleie und weitere Weißfischarten. An der Spitze der Nahrungskette des Sees räubern Hechte, für die zum Leidwesen einiger Angler längere Schonzeiten bestehen.

## Geschichte

### Ersterwähnungen und Namengebung

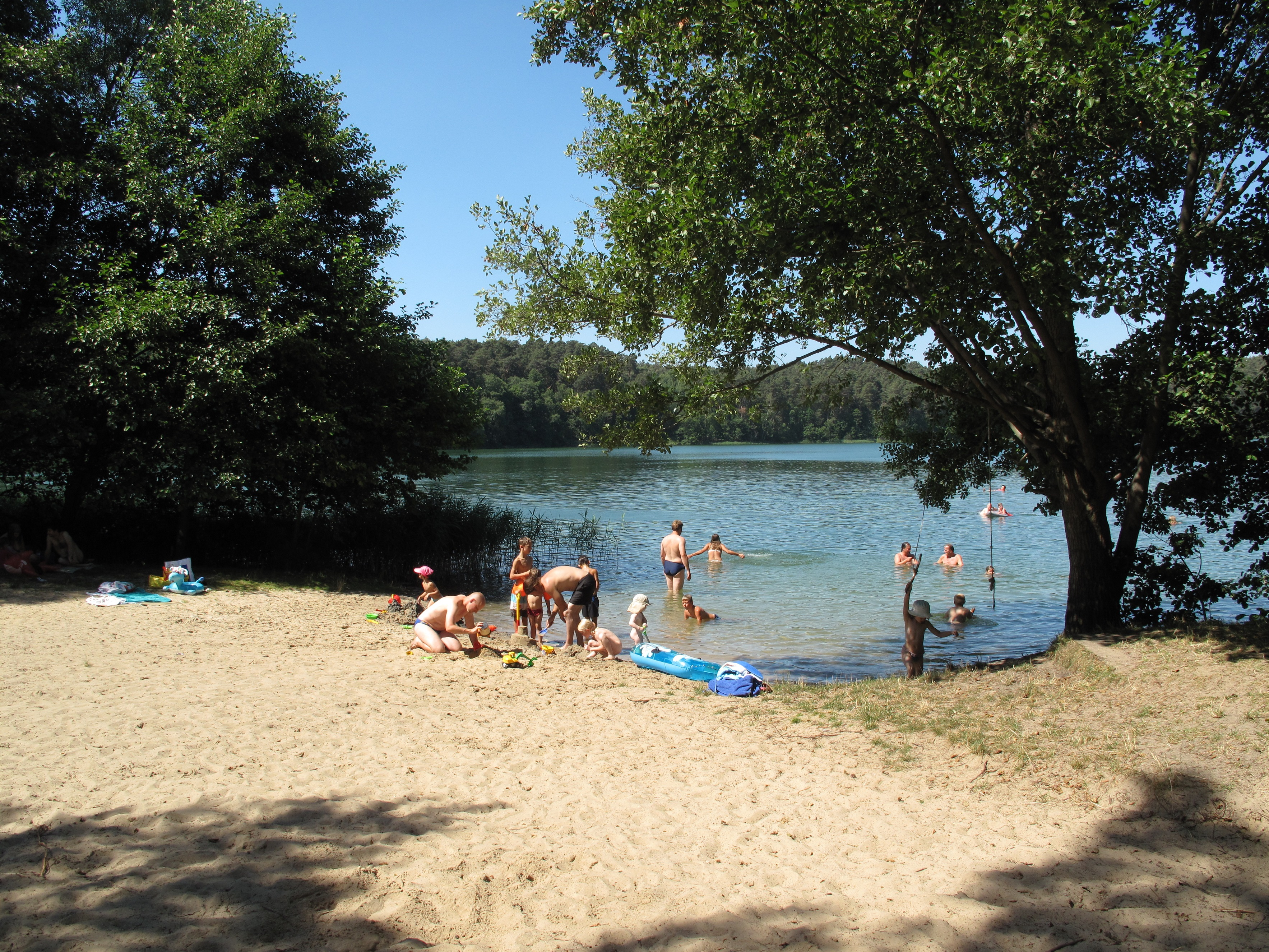
Strand am südlichen Ostufer im Bereich des Naturcampingplatzes

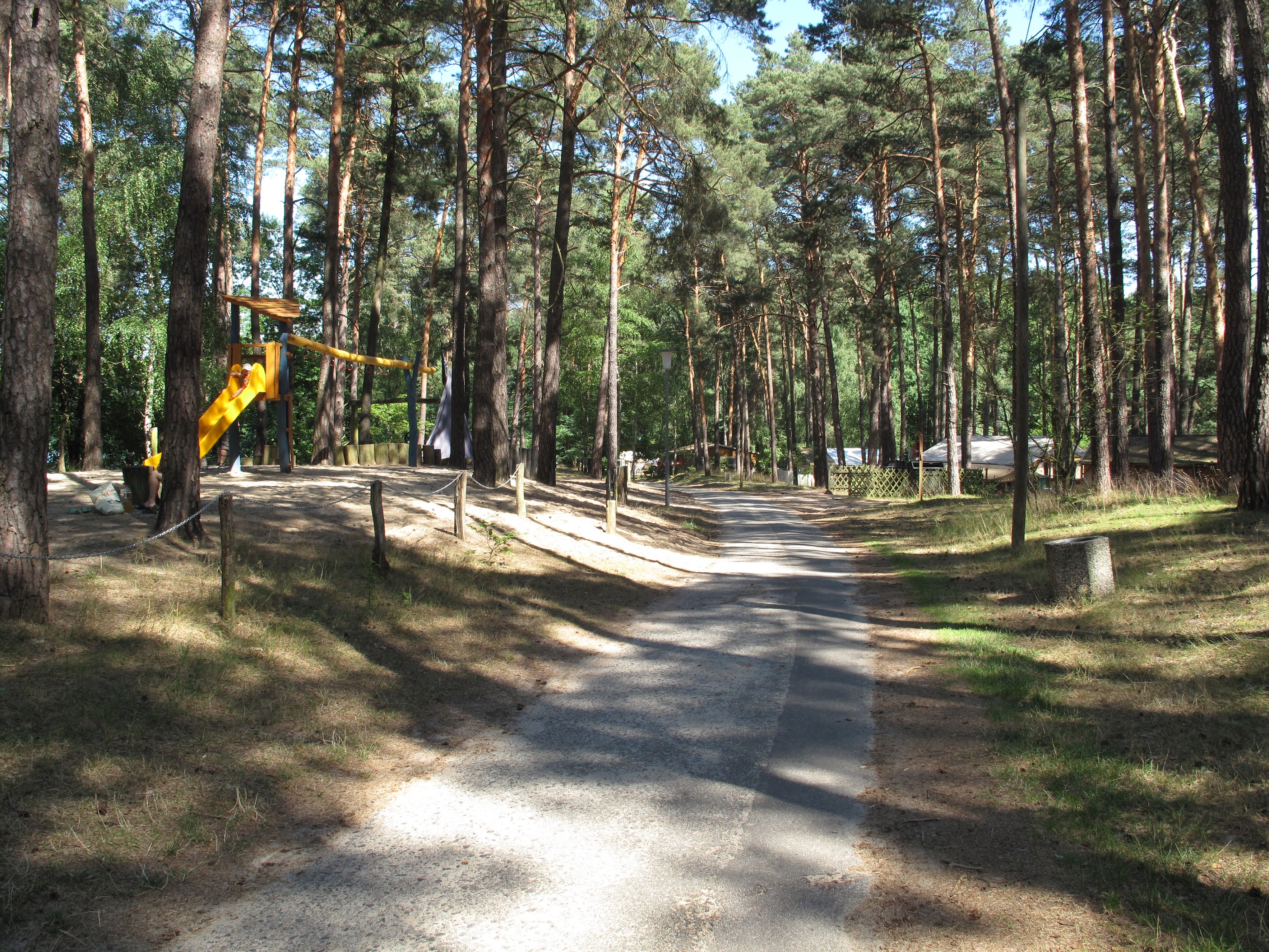
Naturcampingplatz

Das Gewässer wurde früher auch als Grundsee bezeichnet. Erstmals urkundlich erwähnt wurde es 1715 mit dem Eintrag die Springsee in einem Beeskower Schriftstück, das in den Archivalien des Brandenburgischen Landeshauptarchivs Potsdam enthalten ist. In der General-Designation und Beschreibung aller in der Chur Mark und incorporierten Landen belegenen und oder dieselbe berührenden Gewäßer, als Flüße, Fließe, Lücher, Bachen, Canale, Graben, Seen, Pfühle, Teiche […] usw. von 1745 findet sich der Eintrag in die Spring oder Grund See. Das sowohl im Maskulinum wie auch im Neutrum stehende brandenburgische Wort Spring, auch Sprint, bedeutet Quelle. Laut Brandenburgischem Namenbuch wird es in erweiterter Bedeutung gelegentlich auch für kleiner Bach oder feuchte Stellen im Gelände verwendet.
Der See gehörte spätestens zu Beginn des 20. Jahrhunderts zum Gutsbezirk Silberberg (heute Wohnplatz von Bad Saarow) und kam 1928 bei dessen Auflösung erst einmal zu Wendisch Rietz.

### Gedenkstein Ehepaar Garske
Der Gedenkstein für die Widerstandskämpfer Erich und Charlotte Garske, die im Dezember 1943 in Berlin-Plötzensee vom NS-Regime hingerichtet wurden, wurde bereits 1944 von Freunden des Ehepaares am Springsee, an dem die Garskes öfter zelteten, aufgestellt. Ein derart frühes, noch während des NS-Diktatur aufgestelltes Widerstandsdenkmal ist für Brandenburg einzigartig. Der einfache, rund einen halben Meter hohe Findling trägt die 2013 nur noch in Teilen lesbare schlichte Inschrift: Zum Gedenken an Lotte und Erich Garske. Der Stein befindet sich rund einhundert Meter über dem Ostufer am Nordrand des „Naturcampingplatzes am Springsee“ und noch auf dessen Gelände am Ende einer kleinen Wiese/Lichtung, die sich entlang der „Kleinen Quelle“ erstreckt. Die Lage des teils überwucherten Steins kennzeichnet eine hohe Stange, die mit der weiß-blauen Denkmalplakette obenauf aus dem Gestrüpp herausragt. Der Stein wird in der Denkmalliste Storkows mit der offiziellen Bezeichnung Gedenkstein für Charlotte und Erich Garske, am Springsee geführt.

### Gruppe Forster
Bis in die 1970er Jahre betrieb die geheime Militärorganisation Gruppe Ralf Forster ein Ausbildungslager am Springsee, in dem konspirativ in die DDR geschleuste DKP-Mitglieder eine geheime paramilitärische Ausbildung erhielten, um im Krisenfall in der BRD Sabotageakte und terroristische Anschläge durchzuführen. Die Gruppe wurde 1969 auf Weisung der SED-Parteiführung gegründet und erst zum Zerfall der DDR 1989 aufgelöst.

## Freizeit, Tourismus, Sport
Am südwestlichen Ufer des Springsees gibt es einen Naturcampingplatz der neben Übernachtungsmöglichkeiten verschiedene Aktivitäten im und um den See anbietet. Motorbooten wurde der Zugang zum Springsee mittlerweile verwehrt. Das Angeln im Springsee ist mit einer entsprechenden Erlaubnis gestattet. Für Wasserwanderer ist der See ein viel genutzter Start- und Zielpunkt. Entlang des Ostufers verläuft die 66-Seen-Regionalparkroute, auch als 66-Seen-Rundweg bezeichnet, ein aus mehreren Etappen bestehender Wanderweg der Metropolregion Berlin/Brandenburg rings um Berlin.